# Les Lois de la famille
Pour plus de détails, voir Fiche technique et Distribution.
Les Lois de la famille (titre original : Derecho de familia) est un film argentin, coproduit avec l'Espagne, l'Italie et la France, réalisé par Daniel Burman et sorti en 2006.

## Synopsis
L'avocat Ariel Perelman mène une existence heureuse aux côtés de Sandra qu'il a rencontrée à l'université où il donne des cours. Ils ont un enfant de deux ans. Le père d'Ariel, lui-même avocat, tient un cabinet privé et souhaiterait que son fils lui succède. L'absence momentanée de Sandra et la rénovation des bureaux du ministère permettront-elles à Ariel de mieux connaître son fils et de comprendre éventuellement les soucis de son propre père ?

## Fiche technique
- Titre du film : Les Lois de la famille
- Titre original : Derecho de familia
- Réalisation et scénario : Daniel Burman
- Photographie : Ramiro Civita - Couleur
- Musique : César Lerner
- Montage : Alejandro Parysow
- Direction artistique : María Eugenia Sueiro
- Costumes : Julieta Bertoni, Roberta Pesci
- Production : Diego Dubcovsky, José María Morales
- Pays d'origine :  Argentine -  Espagne -  Italie -  France
- Durée : 102 minutes
- Genre : comédie dramatique
- Dates de sortie :
  - Argentine : 16 mars 2006, Festival international du film de Mar del Plata
  - France : 6 septembre 2006

## Distribution
- Daniel Hendler (VF : Nessym Guetat) : Ariel Perelman
- Julieta Díaz : Sandra
- Arturo Goetz : Bernardo Perelman, le père
- Adriana Aizemberg (es) : Norita
- Eloy Burman : Gastón Perelman, le fils d'Ariel

 Source et légende : version française (VF) sur RS Doublage

## Commentaire
- L'intrigue de Derecho de familia est ténue et assez conventionnelle. Demeure « seulement une chronique familiale attachante, le portrait d'un trentenaire indécis pris entre deux générations. Malgré une voix off omniprésente, le film fonctionne essentiellement sur les non-dit, par petites touches pudiques et sensibles. »[2]
- Avec 188 736 entrées, le film a été 5e au box office argentin 2006.